# نادی‌باکوناک
نادی‌باکوناک (به مجاری:  Nagybakónak) یک منطقهٔ مسکونی در مجارستان است که در زالا واقع شده‌است.